# Mélitée de la gentiane
Melitaea varia
Espèce
Statut de conservation UICN

 LC  : Préoccupation mineure
La Mélitée de la gentiane ou Mélitée alpine (Melitaea varia) est une espèce d'insectes lépidoptères (papillons) appartenant à la famille des Nymphalidae, à la sous-famille des Nymphalinae, à la tribu des Melitaeini et au genre Melitaea.

## Description
La Mélitée de la gentiane est une petite Mélitée au dessus orange discrètement ornementé de nervures et lignes marron formant des damiers et avec une bordure marron et une frange blanche entrecoupée. Une partie basale est marron, souvent suffusée de vert foncé chez les femelles.
Le revers des antérieures est orange orné de quelques marques marron, celui des postérieures est à bandes de damiers blanc crème et jaunes avec une bande discale blanche et les lunules marginales blanc crème.

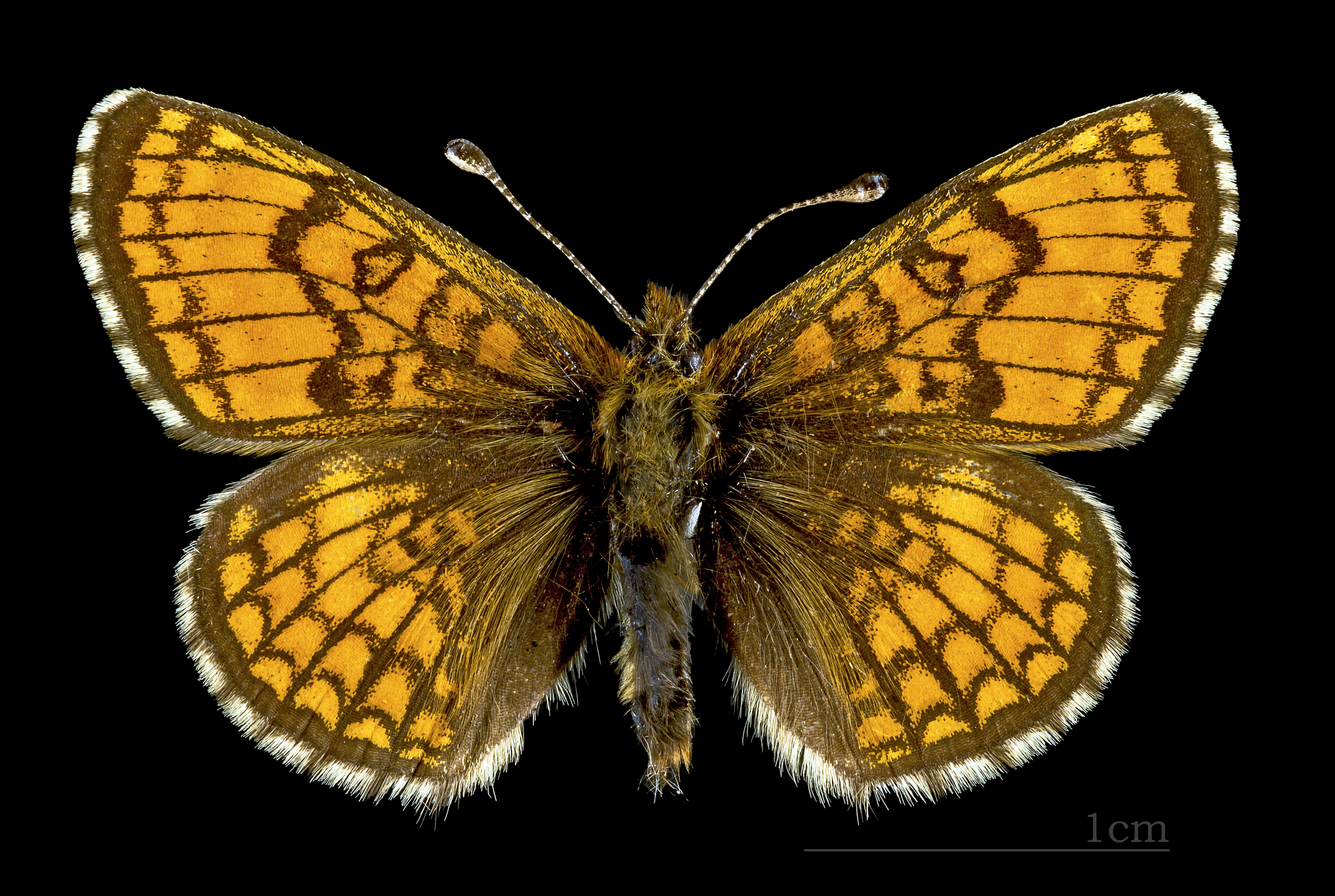
Mâle face dorsale MHNT
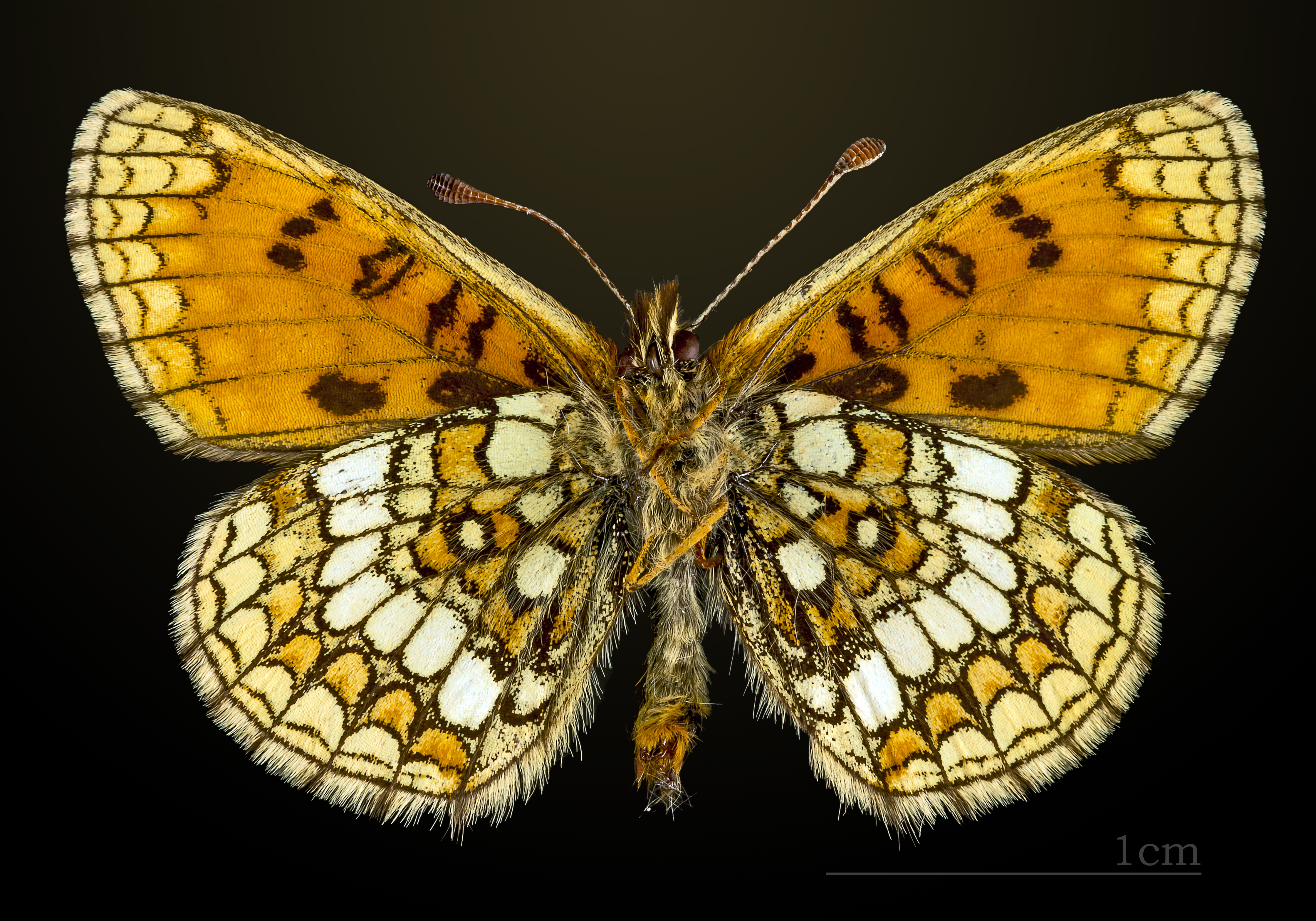
Mâle △ revers
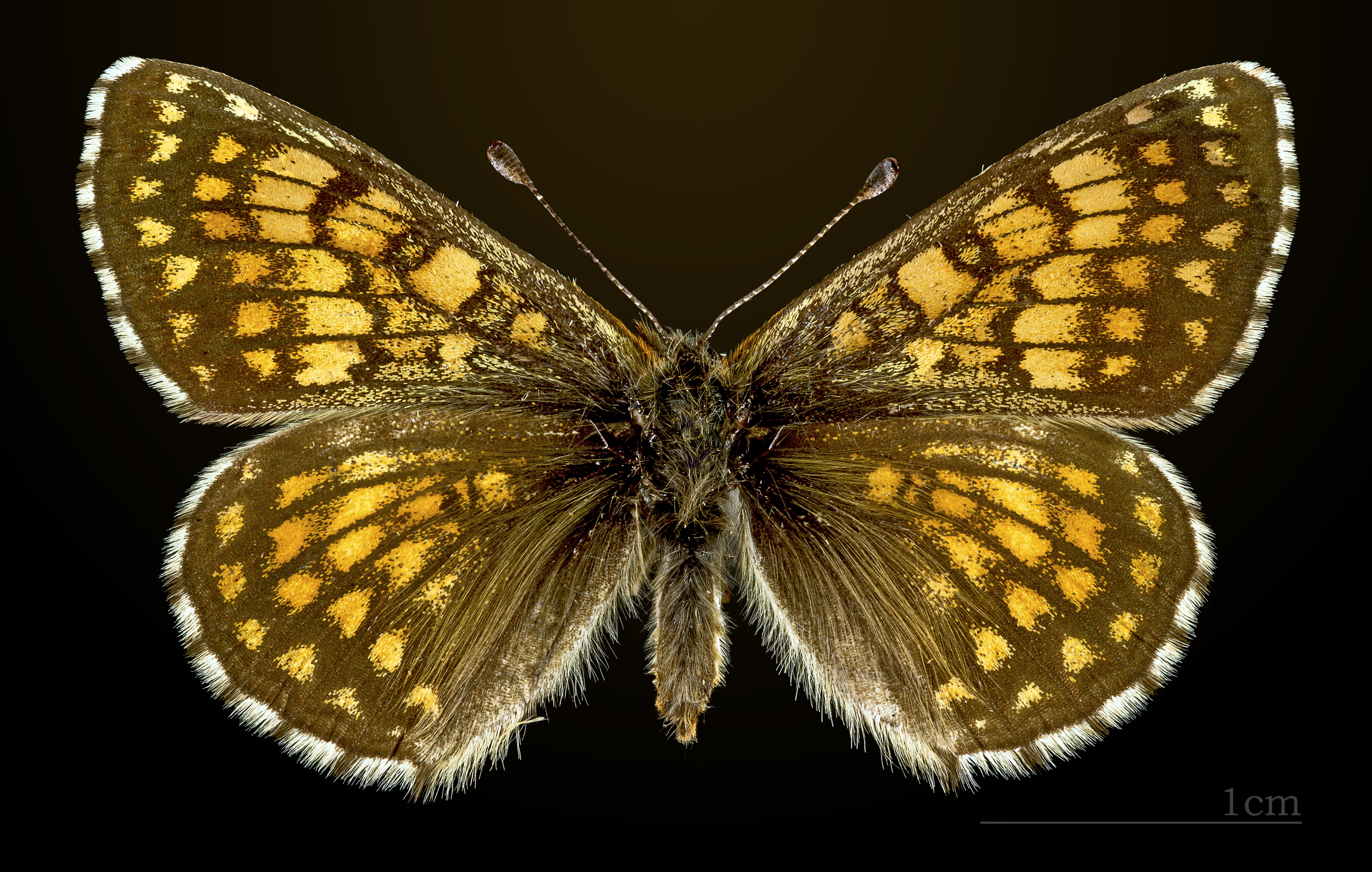
Femelle face dorsale MHNT
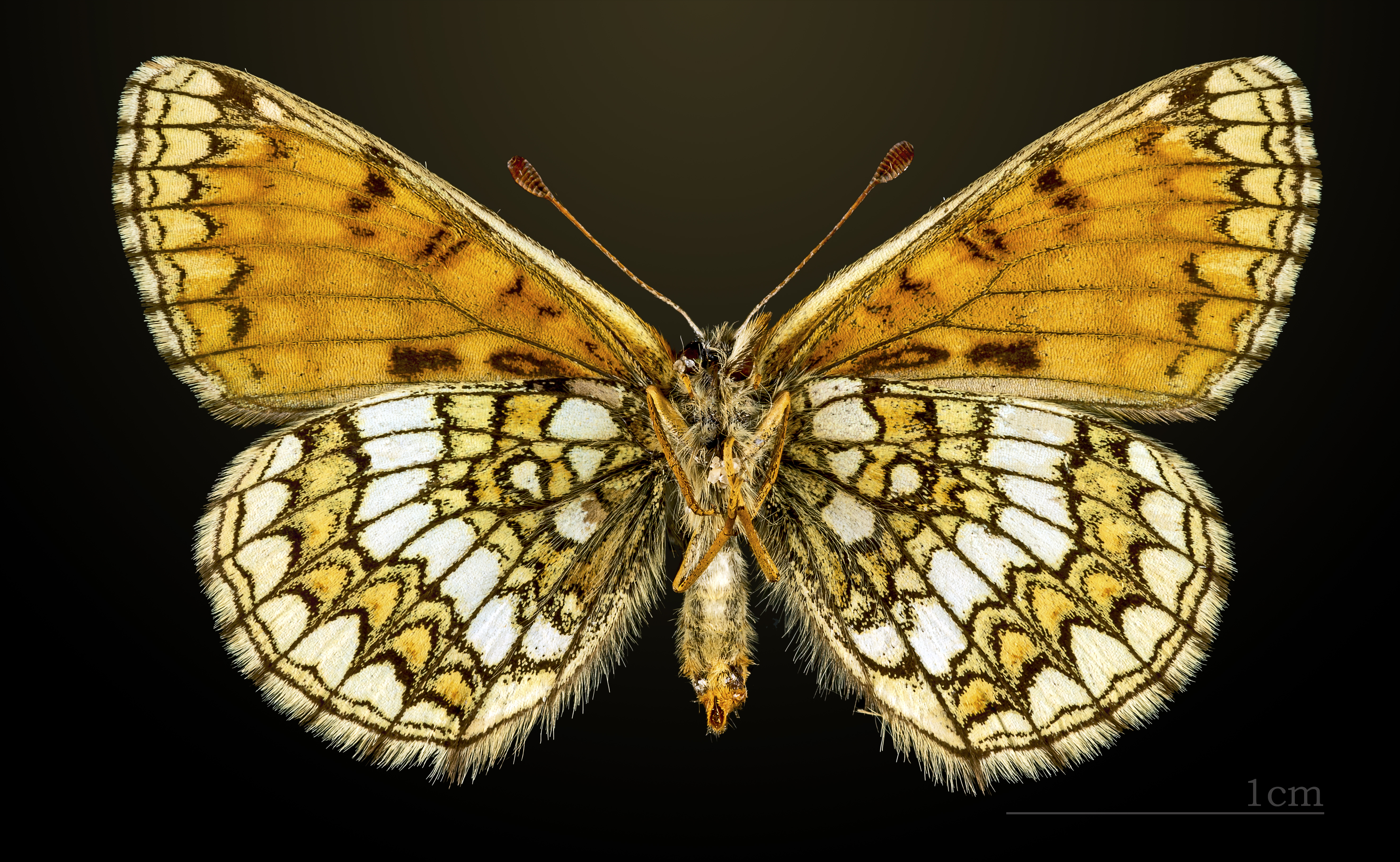
Femelle △ revers

## Biologie

### Période de vol et hivernation
Elle hiverne au stade de chenille, en groupe.
La Mélitée de la gentiane vole une seule génération entre fin juin et fin août suivant l'altitude.

### Plantes hôtes
Les plantes hôtes de sa chenille sont des Gentiana (Gentiana verna, Gentiana acaulis) et Plantago alpina.

## Écologie et distribution
La Mélitée de la gentiane est présente dans deux massifs montagneux européens, les Alpes et les Apennins, sur quatre pays : la France, la Suisse, l'Autriche et l'Italie,.
En France métropolitaine, elle est ou a été présente dans huit départements des Alpes : Haute-Savoie, Savoie, Isère, Drôme, Hautes-Alpes, Alpes-de-Haute-Provence, Var et Alpes-Maritimes. 

### Biotope
C'est un papillon des pentes fleuries abritées à pelouses rases des prairies alpines.

## Systématique
L'espèce Melitaea varia a été décrite par l'entomologiste allemand L. Rudolf Meyer-Dür en 1851.

### Synonyme
- Mellicta varia (Meyer-Dür, 1851)

### Noms vernaculaires
- La Mélitée de la gentiane ou Mélitée alpine en français
- En anglais, Grisons Fritillary[2],[5].

## La Mélitée de la gentiane et l'Homme

### Protection
Pas de statut de protection particulier.